# 思念食品
思念食品控股有限公司，簡稱思念食品控股，以及思念食品（英語：Synear Food Holdings Limited，SGX：Z75），在1997年由李偉、王鵬、胡超、孟祥勇等人創立。名為「鄭州思念食品股份有限公司」。主要品牌為「思念」。主要竞争对手为郑州的三全食品。李伟担任董事长。
總部位於河南省郑州市金水区西沙路东侧。業務在中國內地經營生產及銷售各類速凍食品，包括水餃、湯圓等其他食品。公司在2006年8月18日於新加坡交易所主板上市，招股價為0.54新元，發行新股為375,000,000股，集資額為202,500,000新元。
思念食品曾于2021年入围FBIF中国食品饮料百强榜，位列第44。

## 連結
- Synear.com
- Synear.cn